# Pianepsias
Las pianepsias fue un festival de griego antiguo en honor de Apolo, que se celebraba en Atenas el 7 del mes Pianepsión (octubre). Su nombre significa literalmente guiso de judías en referencia a las ofrendas sagradas dadas durante este tiempo y se deriva de las palabras griegas πύανος - pyanos: judía y ἕψειν - hepsein: hervir'. 
Un guiso de legumbres se preparaba en una olla y se ofrecía a Apolo (en su carácter de dios del sol y madurador de frutas) y las Horas como las primicias de la cosecha de otoño. 
Otra ofrenda en esta ocasión fue el eiresione - εἰρεσιώνη (también conocido como eiresin). Esta era una rama de olivo o de laurel, atados con lana de color púrpura o blanco, alrededor del cual colgaban diversas frutas de la temporada,  pasteles y tarros de miel, aceite y vino. Fue concebido como una ofrenda de agradecimiento por los favores recibidos y al mismo tiempo como una oración por las bendiciones similares y protección contra el mal en el futuro. El nombre se deriva generalmente de ἔριον: lana en referencia a las bandas de lana, pero algunos lo conectan con εἰρ-/ἐρ- hablar (cf. εἴρω Yo hablo; ἐρῶ yo diré), al ser considerado el eiresione como el portavoz de los suplicantes. Fue llevada en procesión por un niño cuyos padres vivían ambos en el templo de Apolo donde se suspendía de la puerta. Las puertas de las casas particulares también eran adornadas. Se permitía colgar la rama durante un año, momento en que era reemplazada por otro nuevo ya que por aquel entonces se supone que había perdido su virtud. Durante la procesión, se entonaba un canto (también llamado eiresione) cuyo  texto  se ha conservado en Plutarco (Teseo , 22): 
Eiresin lleva higos y ricos pasteles, miel y aceite en un frasco para ungir a los miembros; y vino puro, que puede ser bebido e ir a dormir.
La semi-personificación de eiresin se notará y según Mannhardt, la rama del árbol representa el espíritu concebido como el espíritu de la vegetación en general cuya influencia vivificante y fructificante es, pues, ejercidas sobre el maíz en particular. 
Los etiologistas conectaban las ofertas con la expedición a Creta de Teseo, que, cuando llega a tierra en Delos prometió una ofrenda de agradecimiento a Apolo si mataba al Minotauro, que posteriormente tomó la forma de  eiresin y pianepsia. Para explicar el origen del guiso, se dijo que sus compañeros, al desembarcar en el Ática, recogieron los restos de sus provisiones y prepararon una comida con ellas.